# Manuel Sainz Márquez
Manuel Sainz Márquez, més conegut com a Lolo Sainz, és un jugador i entrenador de bàsquet espanyol. Va nàixer el 28 d'agost de 1940 a Tetuan (llavors colònia espanyola, ara al Marroc).

## Trajectòria
Com a jugador, Lolo Sainz va militar pràcticament tota la seua carrera a les files del Real Madrid. Durant la dècada dels 60, va guanyar nombrosos títols estatals, així com els primers guardons europeus del club madrileny. Va perdre les finals de la Copa dels Campions de 1962 i 1963, per a tot seguit imposar-se en quatre ocasions gairebé consecutives: 1964 (davant l'Spartak de Brno), 1965 (davant del CSKA Moscou), 1967 (davant del Simenthal Milan) i 1968 (de nou davant l'Spartak de Brno).
Després de penjar les botes, a principis dels anys 70 enceta la seua carrera dins del cos tècnic del Real Madrid, primer com a director de les categories inferiors i després com a segon de Pedro Ferrándiz. A la campanya 72/73 dirigeix el Vallehermoso, filial del club blanc. Entre 1973 i 1975 serà segon de Ferrándiz un altre cop.
El 1975 esdevé el primer entrenador del club madridista, al qual hi entrena durant catorze anys, fins al 1989. Un període en el qual el Real Madrid guanya dues noves Eurolligues, així com dues Recopes i una Copa Korac, així com diversos títols domèstics. Després d'un any com a director general de la secció de bàsquet del club blanc, entrena el Joventut de Badalona entre 1990 i 1992. En el seu primer any al conjunt català, va ser distingit com millor entrenador de la competició.
El 1993 és nomenat seleccionador del combinat espanyol de bàsquet, càrrec que ostenta fins al 2001. En aquests vuit anys, el seu màxim guardó és la medalla d'argent aconseguida a l'Eurobasket 1999, celebrat a França.
Posteriorment, Lolo Sainz ha exercit càrrecs a la Federació Espanyola de Bàsquet (coordinador de les seleccions absolutes) i al Reial Madrid (de nou, director general de la secció).
El 2008 va ser nomenat com un dels 10 entrenadors que van integrar les 50 personalitats més destacades del bàsquet europeu.

## Palmarés com a jugador

### Títols estatals
- 6 lligues espanyoles: 1962, 1963, 1964, 1965, 1966 i 1968, amb el Reial Madrid.

### Títols internacionals
- 4 Copes d'Europa: 1964, 1965, 1967 i 1968, amb el Reial Madrid.

## Palmarés com a entrenador

### Títols estatals
- 5 lligues espanyoles: 1975-1976, 1976-1977, 1978-1979, 1979-1980 i 1981-1982, amb el Reial Madrid.
- 5 lligues ACB: 1983-1984, 1984-1985 i 1985-1986, amb el Real Madrid, i 1990-1991 i 1991-1992, amb el Joventut de Badalona.
- 4 Copes del Rei: 1976-1977, 1984-1985, 1985-1986 i 1988-1989, amb el Reial Madrid.
- 1 Supercopa: 1984, amb el Reial Madrid.

### Títols internacionals
- 3 Copes Intercontinentals: 1975-1976, 1976-1977 i 1977-1978, amb el Reial Madrid.
- 1 Mundial de Clubs: 1980-1981, amb el Reial Madrid.
- 2 Copes d'Europa: 1977-1978 i 1979-1980, amb el Reial Madrid.
- 2 Recopes: 1983-1984 i 1988-1989, amb el Reial Madrid.
- 1 Copa Korac: 1987-1988, amb el Reial Madrid.
- 4 Supercopes d'Europa.
- 1 medalla d'argent a l'Eurobasket 1999, amb la selecció espanyola de bàsquet.